# Georges Louis Minviele
Georges Louis Minvielle (Pau, França, 1910 - Brasil, 7 de janeiro de 2012) foi um empresário francês, naturalizado brasileiro.
Na década de 1930, em sociedade com o compatriota Miguel Pierre Cahen, pesquisaram a região do sul da Bahia e constatando a grande incidência de magnesita na região da atual cidade de Brumado e na Serra das Éguas, fundaram a  Sociedade Magnesita Limitada (atual Magnesita S.A.). De posse da concessão de exploração do local, mas sem recursos financeiros, uniram-se ao banqueiro Antônio Mourão Guimarães e Louis Ensch (então presidente da Companhia Siderúrgica Belgo-Mineira) para consolidar a empresa na exploração do "carbonato de magnésio" (MgCO3) e da "esteatita" (Mg3Si4O10(OH)2, também conhecido como talco).
Na atualidade, a Magnesita é uma das maiores exploradoras de material refratário do mundo.